# Gaetan Pikinoune
Gaetan Pikinoune (abweichende Namensschreibweise: Pikioune; * 6. Juli 1965) ist ein vanuatuischer Politiker der Nagriamel (NAG), der unter seit 2016 Finanzminister ist.

## Leben
Pikinoune, der von der Insel Espiritu Santo stammt, erwarb einen Abschluss in Buchhaltungs- und Rechnungswesen und war zwischen 1983 und 1986 Buchhalter bei Coravi sowie im Anschluss seit 1986 Buchhalter und Verwaltungsmanager bei Nitchiku. Bei den Wahlen vom 22. Januar 2016 wurde er für die Nagriamel (NAG) erstmals zum Mitglied des Parlaments gewählt und vertritt in diesem den Wahlkreis Santo Rural.
Im Anschluss übernahm Pikinoune das Amt des Finanzministers und Minister für wirtschaftliche Verwaltung in der von Premierminister Charlot Salwai am 11. Februar 2016 gebildeten Regierung, der unter anderem Bruno Leingkone als Außenminister sowie Alfred Maoh als Innenminister angehören.